# بلا داروی
بـلا داروی (فرانسوی: Bella Darvi‎؛ ۲۳ اکتبر ۱۹۲۸ – ۱۱ سپتامبر ۱۹۷۱) هنرپیشه اهل لهستان بود. وی به دلیل زندگی پر فراز و نشیبش در هالیوود، ماجراهای شخصی و حرفه‌ای و مشکلاتی که در زندگی با آن‌ها مواجه بود، شناخته می‌شود.
دوران کودکی و جوانی
Bella Darvi در یک خانواده یهودی متولد شد. در دوران کودکی‌اش، لهستان تحت تأثیر جنگ جهانی دوم و اشغال آلمان نازی قرار گرفت. در دوران جنگ، او همراه با خانواده‌اش به اردوگاه‌های کار اجباری فرستاده شد.
بعد از پایان جنگ، داروی به فرانسه مهاجرت کرد و در پاریس زندگی خود را ادامه داد.
ورود به هالیوود
Bella Darvi به لطف آشنایی با داریل اف. زانوک (Darryl F. Zanuck)، مدیر استودیو فیلم فاکس قرن بیستم، وارد هالیوود شد. زانوک و همسرش، Virginia Zanuck، او را به عنوان بازیگری آینده‌دار معرفی کردند و به او کمک کردند تا به صنعت سینما وارد شود.
داروی به سرعت در هالیوود به عنوان یک بازیگر بااستعداد شناخته شد. او در فیلم‌هایی چون "The Egyptian" (۱۹۵۴) و "Hell and High Water" (۱۹۵۴) بازی کرد.
زندگی شخصی و مشکلات
زندگی شخصی داروی پر از چالش‌ها و مشکلات بود. او با اعتیاد به الکل و قمار دست‌وپنجه نرم می‌کرد و روابط عاشقانه پیچیده‌ای داشت. این مشکلات بر زندگی حرفه‌ای او تأثیر گذاشت و مانع از پیشرفت بیشتر او در هالیوود شد.
همچنین رابطه او با زانوک باعث ایجاد حواشی زیادی شد که بر شهرت و وضعیت حرفه‌ای او تأثیر گذاشت.
بازگشت به اروپا و مرگ
پس از ناکامی در هالیوود، Bella Darvi به اروپا بازگشت و سعی کرد در سینمای اروپا جایگاه خود را پیدا کند. با این حال، موفقیت چندانی کسب نکرد.
در ۱۱ سپتامبر ۱۹۷۱، Bella Darvi در شهر موناکو درگذشت. گزارش‌ها حاکی از آن است که او خودکشی کرد، هرچند جزئیات دقیق آن هنوز مبهم است.
زندگی Bella Darvi نمونه‌ای از تاثیرات منفی مشکلات شخصی و فشارهای صنعت سینما بر زندگی افراد است. با وجود استعداد بازیگری‌اش، مشکلاتش در زندگی شخصی و اعتیاد باعث شد تا در نهایت به شکلی تراژیک از دنیا برود

## بخشی از فیلمشناسی
از فیلم‌ها یا برنامه‌های تلویزیونی که وی در آنها نقش داشته‌است می‌توان به آثار زیر اشاره کرد:
- سینوهه (فیلم) (۱۹۵۴)
- رژ لب (فیلم ۱۹۶۰) (۱۹۶۰)